# Tabela rang

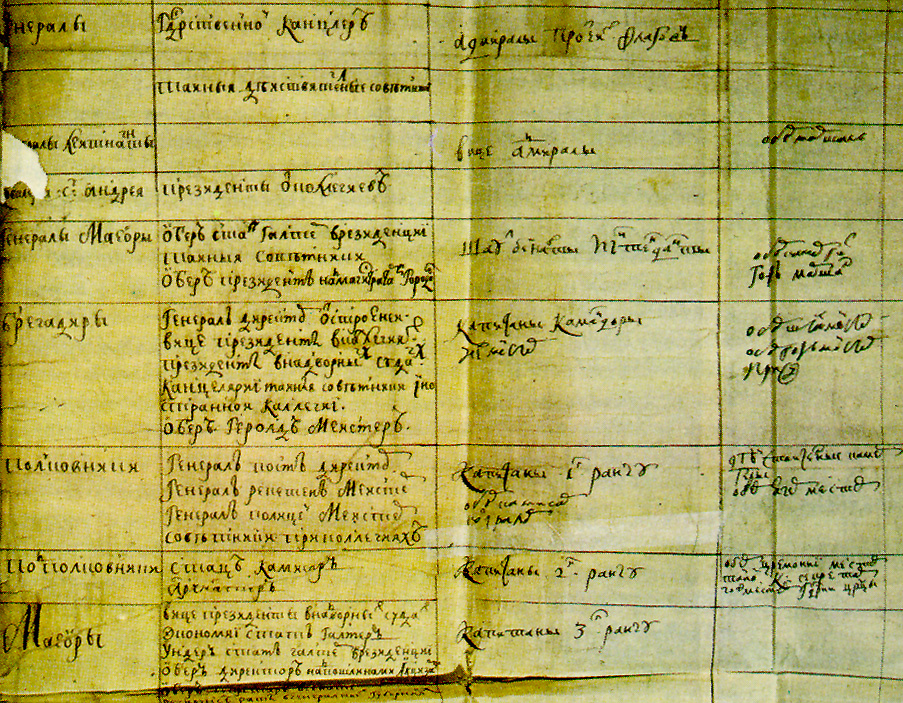
Tabela rang (1722)

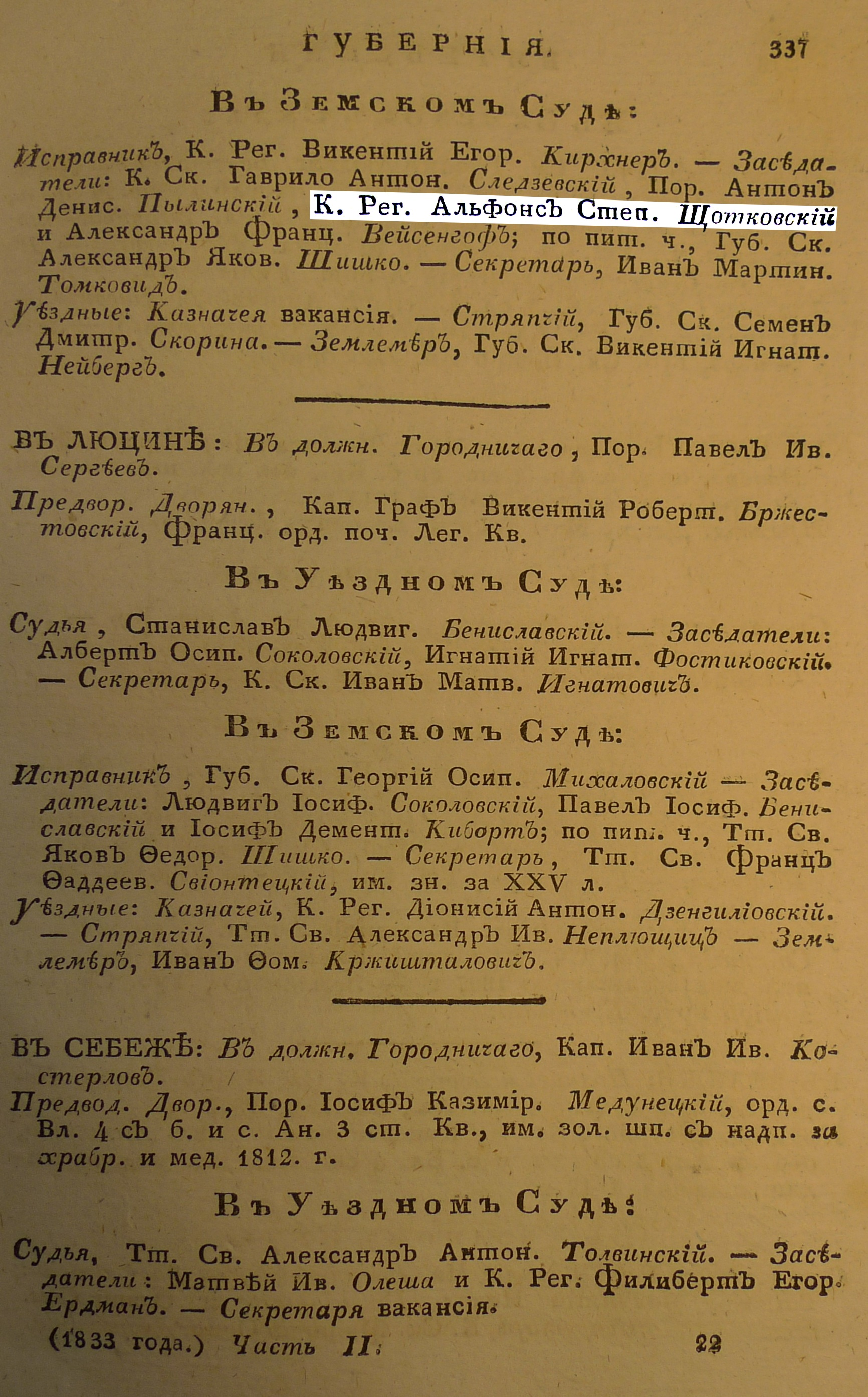
Skan strony z rosyjskiego kalendarza na rok 1833, zawierającego spis urzędników państwowych. Na skanie wyróżniono Alfonsa Szczotkowskiego, pełniącego urząd „К. Рег.” – registratora kolegialnego.

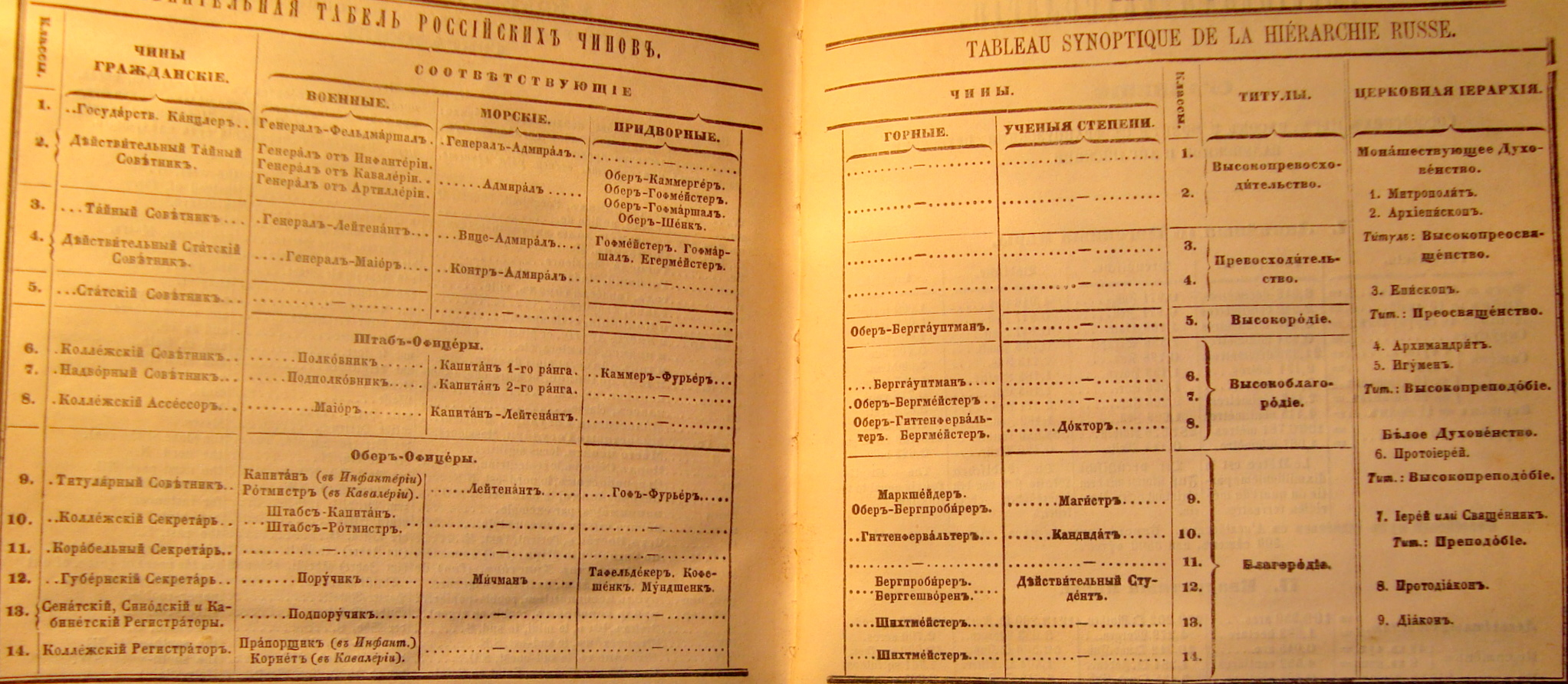
Kopia tabeli rang (1898)

Tabela rang (ros. Табель о рангах всех чинов воинских, статских и придворных) – jedna z reform wprowadzonych przez cara Rosji Piotra I.
System służby państwowej, cywilnej i wojskowej ujęto w jednolity schemat przewidujący 14 stopni (rang, po rosyjsku czynów), według których mogli awansować urzędnicy i oficerowie. Został wprowadzony w roku 1722 i przetrwał do upadku caratu w 1917 roku. Otrzymanie wysokiej rangi dawało prawo zdobycia szlachectwa, wpierw osobistego, a przy wyższych rangach – dziedzicznego; awans powyżej 5. szczebla umożliwiał też dostęp do cara, bowiem audiencji udzielano tylko od 4. stopnia. Tabela była wielokrotnie nowelizowana.
| Numer klasy | Cywilne (w jęz. ros.) | Wojskowe                               | Dworskie                                                         | Marynarskie      | Górnicze                         | Tytułowanie                                                      |
| ----------- | --- | -------------------------------------- | ---------------------------------------------------------------- | ---------------- | -------------------------------- | ---------------------------------------------------------------- |
| I           | - Kanclerz (Канцлер) - Rzeczywisty tajny radca 1.klasy (Действительный тайный советник 1-го класса) od 1773 | Generał feldmarszałek                  | –                                                                | Generał admirał  | –                                | Wasze wysokopriewoschoditielstwo (Ваше высокопревосходительство) |
| II          | Rzeczywisty tajny radca (Действительный тайный советник) | Generał kawalerii, piechoty, artylerii | Oberkamerher, Oberhofmeister, Oberhofmarschall, Oberstallmeister | Admirał          | –                                | Wasze wysokopriewoschoditielstwo (Ваше высокопревосходительство) |
| III         | - Prokurator Generalny (Генерал-прокурор) - Tajny radca (Тайный советник) od 1724 | Generał porucznik                      | Hofmeister, Stallmeister, Jägermeister                           | Wiceadmirał      | –                                | Wasze priewoschoditielstwo (Ваше превосходительство)             |
| IV          | - Tajny radca (Тайный советник) do 1724 - Rzeczywisty radca stanu (Действительный статский советник) od 1724 - Starszy mistrz ceremonii (Обер-церемониймейстер) w l. 1743–1796                                      | Generał major                          | Kamerherr                                                        | Kontradmirał     | –                                | Wasze priewoschoditielstwo (Ваше превосходительство)             |
| V           | - Starszy mistrz ceremonii (Обер-церемониймейстер) do 1743 - Radca stanu (Статский советник) od 1724 - Mistrz ceremonii (Церемониймейстер) - Тайный камерир w 1802                                                  | Brygadier                              | Kamer-junker                                                     | Komandor         | Oberberghauptmann                | Wasze wysokorodie (Ваше высокородие)                             |
| VI          | Radca kolegialny (Коллежский советник) | Pułkownik                              | Kamer-furier                                                     | Kapitan I rangi  | Berghauptmann                    | Wasze wysokobłagorodie (Ваше высокоблагородие)                   |
| VII         | - Mistrz ceremonii (Церемониймейстер) do 1743 - Radca dworu (Надворный советник) od 1745 | Podpułkownik                           | –                                                                | Kapitan II rangi | Oberbergmeister                  | Wasze wysokobłagorodie (Ваше высокоблагородие)                   |
| VIII        | - Asesor kolegialny (Коллежский асессор) - Radca dworu (Надворный советник) do 1745 | Major                                  | –                                                                | Kapitan-lejtnant | Oberhüttenverhalter, Bergmeister | Wasze wysokobłagorodie (Ваше высокоблагородие)                   |
| IX          | Radca tytularny (Титулярный советник) | Kapitan                                | Hof-furier                                                       | Lejtnant         | Markschneider, Oberbergprobierer | Wasze wysokobłagorodie (Ваше высокоблагородие)                   |
| X           | Sekretarz kolegialny (Коллежский секретарь) | Sztabskapitan                          | –                                                                | –                | Hüttenverhalter                  | Wasze błagorodie (Ваше благородие)                               |
| XI          | Sekretarz okręgowy (Корабельный секретарь) | –                                      | –                                                                | –                |                                  | Wasze błagorodie (Ваше благородие)                               |
| XII         | Sekretarz gubernialny (Губернский секретарь) | Porucznik                              | Stolnik                                                          | Mat              | Bergprobierer                    | Wasze błagorodie (Ваше благородие)                               |
| XIII        | - Sekretarz prowincjonalny (Провинциальный секретарь) - Registrator senacki (Сенатский регистратор) do 1834 - Registrator synodzki (Синодский регистратор) od 1764 - Registrator gabinetu (Кабинетский регистратор) | Podporucznik                           | –                                                                | –                | Schichtmeister                   | Wasze błagorodie (Ваше благородие)                               |
| XIV         | - Registrator kolegialny (Коллежский регистратор) - Junkier kolegialny (Коллежский юнкер) do 1822 - Sekretarz miejski (Городовой секретарь)                                                                         | Chorąży                                | –                                                                | –                | Schichtmeister                   | Wasze błagorodie (Ваше благородие)                               |

## Inne
Wyrazy czyn, czynownik, często są tu użyte w znaczeniu rosyjskim, dla Litwinów tylko zrozumiałe. W Rosji, ażeby nie być chłopem albo kupcem, słowem, aby mieć przywilej uwalniający od kary knuta, trzeba wejść w służbę rządową i pozyskać tak nazwaną klasę albo czyn. Służba dzieli się na czternaście klas; potrzeba kilka lat służby dla przejścia z jednej klasy w drugą. Są przepisane czynownikom różne egzamina, podobne do formalności zachowujących się w hierarchii mandaryńskiej w Chinach, skąd, zdaje się, że ten wyraz Mogołowie do Rosji przenieśli, a Piotr Pierwszy znaczenie tego wyrazu odgadnął i całą instytucją w duchu prawdziwie chińskim rozwinął. Czynownik często nie jest urzędnikiem, czeka tylko urzędu i starać się on ma prawo. Każda klasa albo czyn odpowiada pewnej randze wojskowej, i tak: doktor filozofii albo medycyny liczy się w klasie ósmej i ma stopień majora, czyli asesora kolleskiego; stopień kapitański ma frejlina, czyli panna dworu cesarskiego; biskup lub archirej jest jenerałem. Między czynownikami wyższymi i niższymi stosunki uległości i posłuszeństwa przestrzegają się z równą prawie ścisłością jak w wojsku.